# Замок Кіллахара
Замок Кіллахара (англ. Killahara Castle) — один із замків Ірландії, розташований в графстві Тіпперері, біля селищ Дувеа та Лафмор, біля автомагістралі Дублін-Корк.

## Історія замку Кіллахара
Замок Кіллахара був побудований в 1550 році Донахом О'Фогарті — вождем ірландського клану О'Фогарті. Цей клан володів землями Північного Тіпперері. У 1583 році Донах О'Фогарті був вбитий під час битви. Замок та землі перейшли у власність його вдови — уроженої леді Перселл з клану Перселл, що був норманського походження.
У 1641 році спалахнуло повстання за незалежність Ірландії, володарі замку підтримали повстанців і над замком замайорів прапор Ірландської конфедерації. У 1649 році війська Олівера Кромвеля захопили замок. Землі і замок були конфісковані в господарів і вони відправились у вигнання як «папісти». Війська Кромвеля розграбували і частково зруйнували замок. Землі клану О'Фогарті були віддані англійському авантюристу Аннеслі.
Ці землі і зруйнований замок у XVIII столітті дісталися родині Трент, що володіла величезними землями в графстві Керрі. Тренти керували маєтком через управляючого і рідко відвідували ці землі. Але в 1830 році вони збудували тут садибу і будинок Довеа-Хаус. Замок і землі здавалися в оренду місцевим селянам з того ж таки ірландського клану О'Фогарті. У 1848—1850 роках в Ірландії лютував голод. Біля замку Кіллахара помер Блек Джек О'Фогарті — нащадок вождів клану О'Фогарті.
У 1852 році Джон Трент почав відновлення замку Кіллахара. Але він це зробив лише частково. Потім його увага переключилась на будівництво селища Довеа та церкви для поселенців, яких він привіз з Англії.
У 1903 році Фіцгіббон Трент спробував завершити реставрацію замку. Після завершення робіт в замку оселилась його тітонька Емілі на його превелику радість. У 1920 році палала війна за незалежність Ірландії. Замок спалили британські підрозділи «чорно-коричневих» — каральні загони.
У 2006 році нові власники маєтку Довеа продали замок. Нові власники здійснили реставрацію під керівництвом експертів та спеціалістів. Проект реставрації був завершений в 2009 році. Гаслом клану О'Фогарті було гасло: «Fleadh agus Failte» — «Флет агус Файлте» — «Урочистості за гостинність». Саме цим гаслом і керувались реставратори замку.